# Erodium janszii
Erodium janszii là một loài thực vật có hoa trong họ Mỏ hạc. Loài này được Alarcón & al. mô tả khoa học đầu tiên năm 2003.